# Diplonevra unispinalis
Diplonevra unispinalis är en tvåvingeart som beskrevs av Schmitz 1927. Diplonevra unispinalis ingår i släktet Diplonevra och familjen puckelflugor. Inga underarter finns listade i Catalogue of Life.